# Saison 2014-2015 des Nets de Brooklyn
La saison 2014-2015 des Nets de Brooklyn est la 48e saison de la franchise et la 39e au sein de la National Basketball Association (NBA). C'est la 3e saison dans la ville de Brooklyn.

## Classements de la saison régulière
| Conférence Est | Conférence Est         | Conférence Est | Conférence Est | Conférence Est | Conférence Est | Conférence Est | Conférence Est |
| No             | Franchise              | Vic.           | Déf.           | MJ             | MR             | % V/D          | RV             |
| -------------- | ---------------------- | -------------- | -------------- | -------------- | -------------- | -------------- | -------------- |
| 1              | Hawks d'Atlanta        | 60             | 22             | 82             | 0              | 73,2%          | -              |
| 2              | Cavaliers de Cleveland | 53             | 29             | 82             | 0              | 64,6%          | 7              |
| 3              | Bulls de Chicago       | 50             | 32             | 82             | 0              | 61,0%          | 10             |
| 4              | Raptors de Toronto     | 49             | 33             | 82             | 0              | 59,8%          | 11             |
| 5              | Wizards de Washington  | 46             | 36             | 82             | 0              | 56,1%          | 14             |
| 6              | Bucks de Milwaukee     | 41             | 41             | 82             | 0              | 50,0%          | 19             |
| 7              | Celtics de Boston      | 40             | 42             | 82             | 0              | 48,8%          | 20             |
| 8              | Nets de Brooklyn       | 38             | 44             | 82             | 0              | 46,3%          | 22             |
|                |                        |                |                |                |                |                |                |
| 9              | Pacers de l'Indiana    | 38             | 44             | 82             | 0              | 46,3%          | 22             |
| 10             | Heat de Miami          | 37             | 45             | 82             | 0              | 45,1%          | 23             |
| 11             | Hornets de Charlotte   | 33             | 49             | 82             | 0              | 40,2%          | 27             |
| 12             | Pistons de Détroit     | 32             | 50             | 82             | 0              | 39,0%          | 28             |
| 13             | Magic d'Orlando        | 25             | 57             | 82             | 0              | 30,5%          | 35             |
| 14             | 76ers de Philadelphie  | 18             | 64             | 82             | 0              | 22,0%          | 42             |
| 15             | Knicks de New York     | 17             | 65             | 82             | 0              | 20,7%          | 43             |

| Division Atlantique   | V  | D  | MJ | % V/D | GB | Dom   | Ext   | Div  | Conf  |
| --------------------- | -- | -- | -- | ----- | -- | ----- | ----- | ---- | ----- |
| Raptors de Toronto    | 49 | 33 | 82 | 59,8% | -  | 27-14 | 22-19 | 11-5 | 33-19 |
| Celtics de Boston     | 40 | 42 | 82 | 48,8% | 9  | 21-20 | 19-22 | 12-4 | 28-24 |
| Nets de Brooklyn      | 38 | 44 | 82 | 46,3% | 11 | 19-22 | 19-22 | 10-6 | 24-28 |
| 76ers de Philadelphie | 18 | 64 | 82 | 22,0% | 31 | 12-29 | 6-35  | 2-14 | 12-40 |
| Knicks de New York    | 17 | 65 | 82 | 20,7% | 32 | 10-31 | 7-34  | 5-11 | 11-41 |

## Effectif
| 1. Nets de Brooklyn Effectif 2014-2015 |    |                                  |                    |                    |
| Entraîneur : Lionel Hollins            |    |                                  |                    |                    |
| Arrière / Ailier                       | 6  | Drapeau des États-Unis           | Alan Anderson      | Michigan State     |
| Arrière / Ailier                       | 44 | Drapeau de la Croatie            | Bojan Bogdanović   | Croatie            |
| Meneur                                 | 22 | Drapeau des États-Unis           | Markel Brown       | Oklahoma State     |
| Ailier                                 | 55 | Drapeau des États-Unis           | Earl Clark         | Louisville         |
| Meneur                                 | 0  | Drapeau des États-Unis           | Jarrett Jack       | Georgia Tech       |
| Ailier fort / Pivot                    | 21 | Drapeau des États-Unis           | Cory Jefferson     | Baylor             |
| Arrière / Ailier                       | 7  | Drapeau des États-Unis           | Joe Johnson (C)    | Arkansas           |
| Pivot                                  | 9  | Drapeau des États-Unis           | Jerome Jordan      | Tulsa              |
| Arrière / Ailier                       | 10 | Drapeau de la Russie             | Sergey Karasev     | Russie             |
| Pivot                                  | 11 | Drapeau des États-Unis           | Brook Lopez (C)    | Stanford           |
| Meneur                                 | 14 | Drapeau des États-Unis           | Darius Morris      | Michigan           |
| Ailier fort / Pivot                    | 1  | Drapeau des États-Unis           | Mason Plumlee      | Duke               |
| Ailier fort                            | 33 | Drapeau de la Bosnie-Herzégovine | Mirza Teletović    | Bosnie-Herzégovine |
| Meneur                                 | 8  | Drapeau des États-Unis           | Deron Williams (C) | Illinois           |
| Ailier fort                            | 30 | Drapeau des États-Unis           | Thaddeus Young     | Georgia Tech       |
| (C) - Capitaine, Blessé                |    |                                  |                    |                    |

## Transactions

### Changement d’entraîneur
| Date        | Ancien entraîneur | Nouvel entraîneur |
| ----------- | ----------------- | ----------------- |
| 1er juillet | Lionel Hollins    | Jason Kidd        |

### Transferts
| 26 juin     | Four-team trade | Four-team trade                                                               |
| 26 juin     | Vers Brooklyn Nets Droits sur Markel Brown (de Minnesota) Droits sur Xavier Thames (de Toronto) Droits sur Cory Jefferson (de Philadelphie) | Vers Minnesota Timberwolves Compensation financière (de Brooklyn)             |
| 26 juin     | Vers Toronto Raptors Compensation financière (de Brooklyn)                                                                                  | Vers Philadelphia 76ers Compensation financière (de Brooklyn)                 |
| 1er juillet | Vers Brooklyn Nets Second tour de draft 2015 Second tour de draft 2019                                                                      | Vers Milwaukee Bucks Droits d'acquérir Jason Kidd comme entraîneur            |
| 10 juillet  | Three-team trade | Three-team trade                                                              |
| 10 juillet  | Vers Brooklyn Nets Jarrett Jack (de Cleveland) Sergey Karasev (de Cleveland)                                                                | Vers Boston Celtics Marcus Thornton (de Brooklyn) Tyler Zeller (de Cleveland) |
| 10 juillet  | Vers Cleveland Cavaliers Droits sur İlkan Karaman (de Brooklyn) Droits sur Edin Bavčić (de Brooklyn) Futur second tour de draft (de Boston) |                                                                               |

### Prolongations
| Date       | Joueur           |
| ---------- | ---------------- |
| 24/06/2014 | Andrei Kirilenko |
| 15/07/2014 | Alan Anderson    |

### Arrivées
| Date       | Joueur           | Ancienne équipe         |
| ---------- | ---------------- | ----------------------- |
| 02/07/2014 | Lionel Hollins   | Memphis Grizzlies       |
| 22/07/2014 | Bojan Bogdanović | Fenerbahçe SK (Turquie) |

### Départs
| Date       | Joueur           | Nouvelle équipe       |
| ---------- | ---------------- | --------------------- |
| 11/07/2014 | Shaun Livingston | Golden State Warriors |
| 12/07/2014 | Paul Pierce      | Washington Wizards    |